# Monster study

Crianças adquirem gagueira quando são rotuladas de gagas? Em 1939, uma fracassada tentativa de comprovar esta hipótese resultou em um dos estudos mais antiéticos da história da ciência.

Monster study foi um controverso estudo sobre gagueira realizado pelo fonoaudiólogo estadunidense Wendell Johnson em 1939. O estudo foi considerado tão perturbador que recebeu esse nome, que em português quer dizer Estudo Monstro. Muitos cientistas o veem até hoje como um dos estudos mais antiéticos e vergonhosos da história da ciência.
À época, 22 órfãos no Estado americano de Iowa foram divididos em dois grupos, onde receberam diferentes formas da terapia – positiva e negativa. Enquanto metade delas foi incentivada e parabenizada pela sua fluência ao falar, a outra metade foi humilhada por qualquer erro que cometesse na fala. Algumas das crianças que receberam o tratamento negativo tornaram-se relutantes em falar, mas nenhuma delas chegou a apresentar gagueira verdadeira como consequência do experimento. No julgamento do caso em 2007, algumas vítimas alegaram no tribunal que ficaram com sequelas psicológicas que duraram a vida inteira, mas não foi possível determinar se as alegações tinham fundamento ou se constituíam apenas uma estratégia da acusação para embasar a demanda por indenizações.
O experimento permaneceu no ostracismo até 2001, quando um jornal californiano, o San Jose Mercury News, publicou reportagem investigativa sobre a pesquisa e seus métodos. Foi só aí que os participantes descobriram o verdadeiro propósito da experiência a que foram submetidos. O jornal baseou sua reportagem nas declarações feitas por Mary Tudor, a mestranda que concordou em testar a teoria de seu professor, Wendell Johnson.
Em 2002, foi publicada na revista científica “American Journal of Speech-Language Pathology” uma abrangente análise do caso pelos fonoaudiólogos Nicoline Ambrose e Ehud Yairi. Nesta análise, eles avaliaram retrospectivamente os dados do “Estudo Monstro”, explicaram o desenrolar da pesquisa e detalharam o conjunto de omissões e equívocos que prolongaram por tanto tempo a sobrevida da teoria diagnosogênica de Wendell Johnson (segundo a qual os pais seriam a causa da gagueira), dando-lhe o inapropriado status de explicação plausível para a origem do distúrbio, apesar de sua invalidação experimental. Até então, o único registro oficial dos detalhes do experimento estava na tese da aluna de Johnson, Mary Tudor, que acompanhou o experimento.
Johnson morreu em 1965, ainda com a reputação inabalada. Tudor morreu em 2006. O orfanato em que o experimento foi realizado, o Soldiers and Sailors Orphans' Home (em Davenport, Iowa, EUA), fechou as portas em 1975. Um pedido oficial de desculpas foi feito em 2001 pela Universidade de Iowa, instituição acadêmica à qual Johnson e Tudor eram filiados à época pesquisa, mas isso não impediu que as vítimas processassem o estado e a universidade em 2003.
A decisão final da justiça sobre o caso saiu em 2007 e determinou o pagamento de uma indenização conjunta de 900 mil dólares a cinco pleiteantes: Hazel Dornbush, Kathryn Meacham e os herdeiros legais de Betty Romp, Clarence Fifer e Phillip Spieker. Para a sexta pleiteante, Mary Nixon, o estado pagou uma indenização menor, de 25 mil dólares.